# Abtei Royallieu

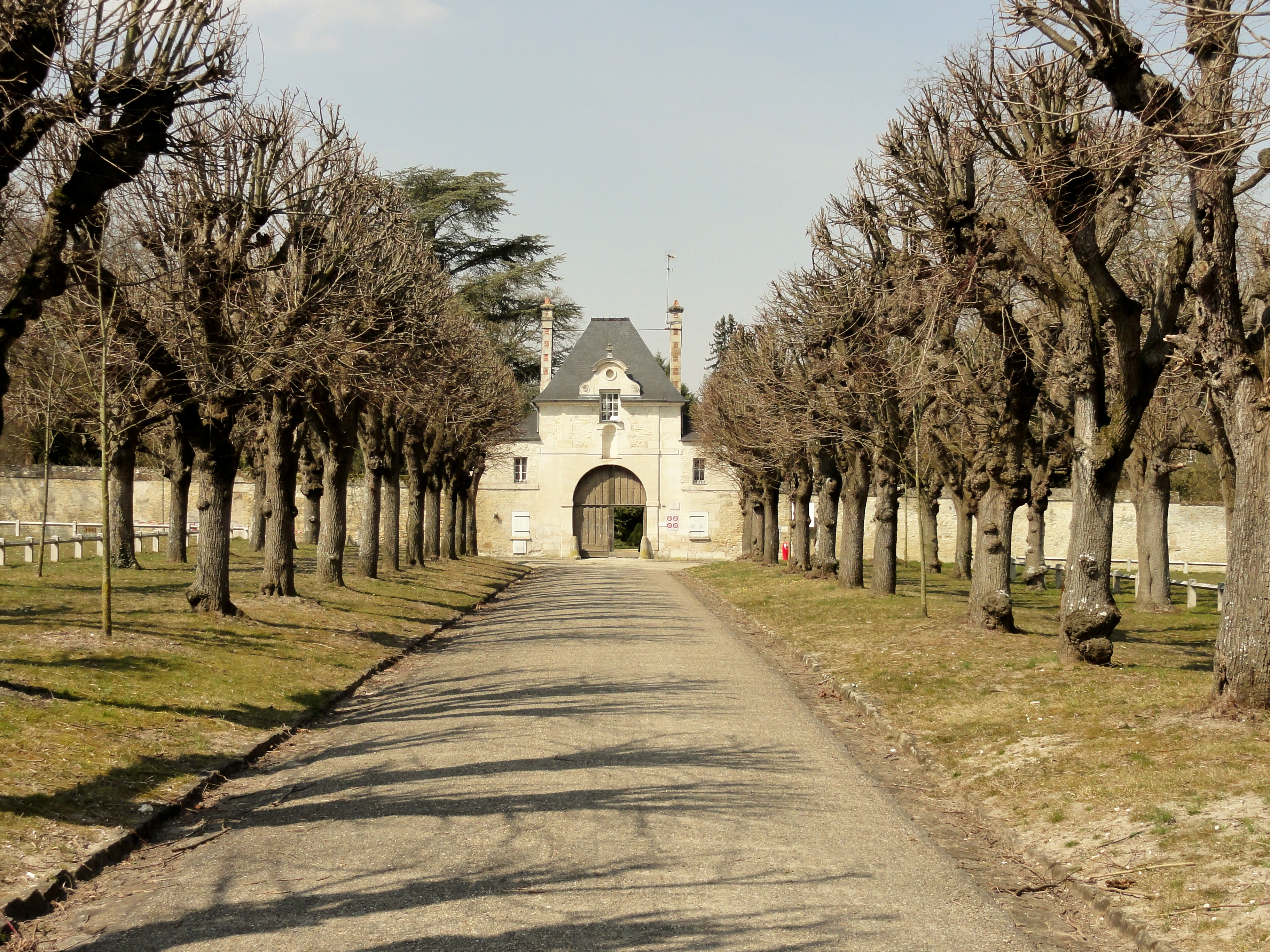
Das Torhaus der Abtei

Die Abtei Royallieu ist ein ehemaliges Augustiner-Chorherrenstift - bzw. eine ehemalige Benediktinerinnen-Abtei in Compiègne. Die Gebäude sind seit dem 16. Dezember 1947 bzw. 22. August 1949 als Monument historique gelistet.

## Geschichte
Adelheid von Savoyen, die Witwe des Königs Ludwig VI., gründete um 1150 Royallieu als Benediktinerabtei. Im August 1308 wurde von König Philipp IV. die Gründung unter dem Namen  Saint-Louis de Royallieu als Priorat erneuert; es wurde Kanonikern übergeben, die die Augustinusregel befolgten. 1334 brannte das Kloster ab, 1430 blieb es von der Belagerung von Compiègne verschont, allerdings setzte in den folgenden Jahrhunderten ein Niedergang ein. 1624 wurde es in die Congrégation de France eingegliedert.
Am 26. März 1634 tauschten die Augustiner-Chorherren das Kloster mit dem der Benediktinerinnen von Saint-Jean-aux-Bois (Oise). 1692 begannen Arbeiten zum Wiederaufbau der Kirche und der Klostergebäude.
Im Oktober 1792, während der Revolution, wurden die Nonnen von Royallieu verjagt. Die Abtei wurde in ein Militärhospital umgewandelt. Die Grabsteine und einige Möbel wurden in die Pfarrkirche Saint-Germain in Compiègne gebracht.

## Augustiner-Priore
- 1308/1314: Jean des Granges
- 133/1344: Pierre Avenant
- 135/1358: Symon de Senlis, genannt Prévost
- 1374: Jean II. de Condé
- 1397: Remigius oder Henricus
- 1422/1426: Robert Rasson
- 1434/1444: Philippe
- 1473/1484: Jean III. Le Caron
- 1492: Laurent Le Tondeur
- 1502/1503: Pierre II Accart
- 1506/1514: Robert II. Le Maire
- 1517/1520: Sébastien Le Nain de Carrière
- 1528: Stéphane Carrière
- 1535: Charles de Vaudray
- 1547: Arnulf de Ligny
- 1552: Nicolas de Courtagnon
- 1560: Guillaume Gautier
- 1582: Jean IV. Turlin

## Kommendatar-Priore von Royallieu

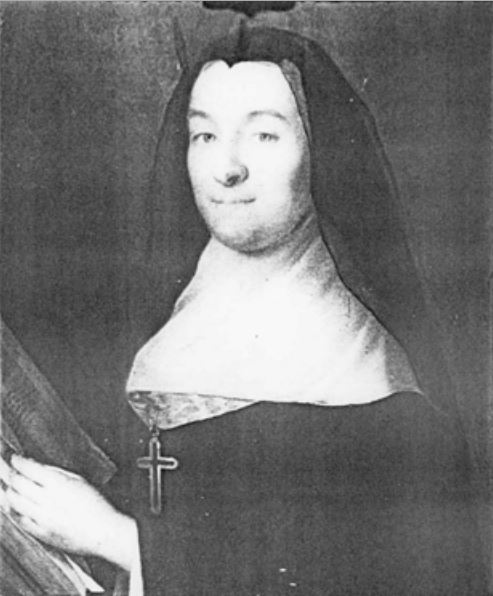
Françoise Pâris de Soulanges, letzte Äbtissin von Royallieu

- 1588–1626: René I. Le Caron († 1626)
- 1626–1630: Michel Evrard, wirtschaftlicher Administrator
- 1630–1634: René II. Le Clerc († 1651), Bischof von Glandèves

## Benediktiner-Äbtissinnen von Royallieu
- 1634–1662: Gabrielle de l’Aubespine de Châteauneuf (* 1586; † 1662), Tochter von Guillaume de L’Aubespine
- 1662–1663: Anne Magdeleine de Cochefilet de Vaucelas, später Äbtissin von La Trinité de Caen († 1673)
- 1664–1688: Marguerite Henriette Gouffier de Roannais (* 1626; † 1703), später Äbtissin von Origny
- 1688–1691: Marie Madeleine d’Escoubleau de Sourdis (* 1631; † 1691)
- 1691–1726: Elisabeth Louise de la Chaussée d’Eu (* 1662; † 1726)
- 1726–1754: Jeanne Gabrielle Grimaldi (* 1663; † 1754)
- 1754–1794: Françoise Pâris de Soulanges (* 1716; † 1800?)

## Château de Bayser
Der Unternehmenserbe Étienne Balsan (1878–1953) wurde Besitzer der Domäne und des auf den Ruinen des Klosters gebauten Château Bayser; er war der ursprüngliche Förderer der späteren Modedesignerin Coco Chanel.

## Galerie

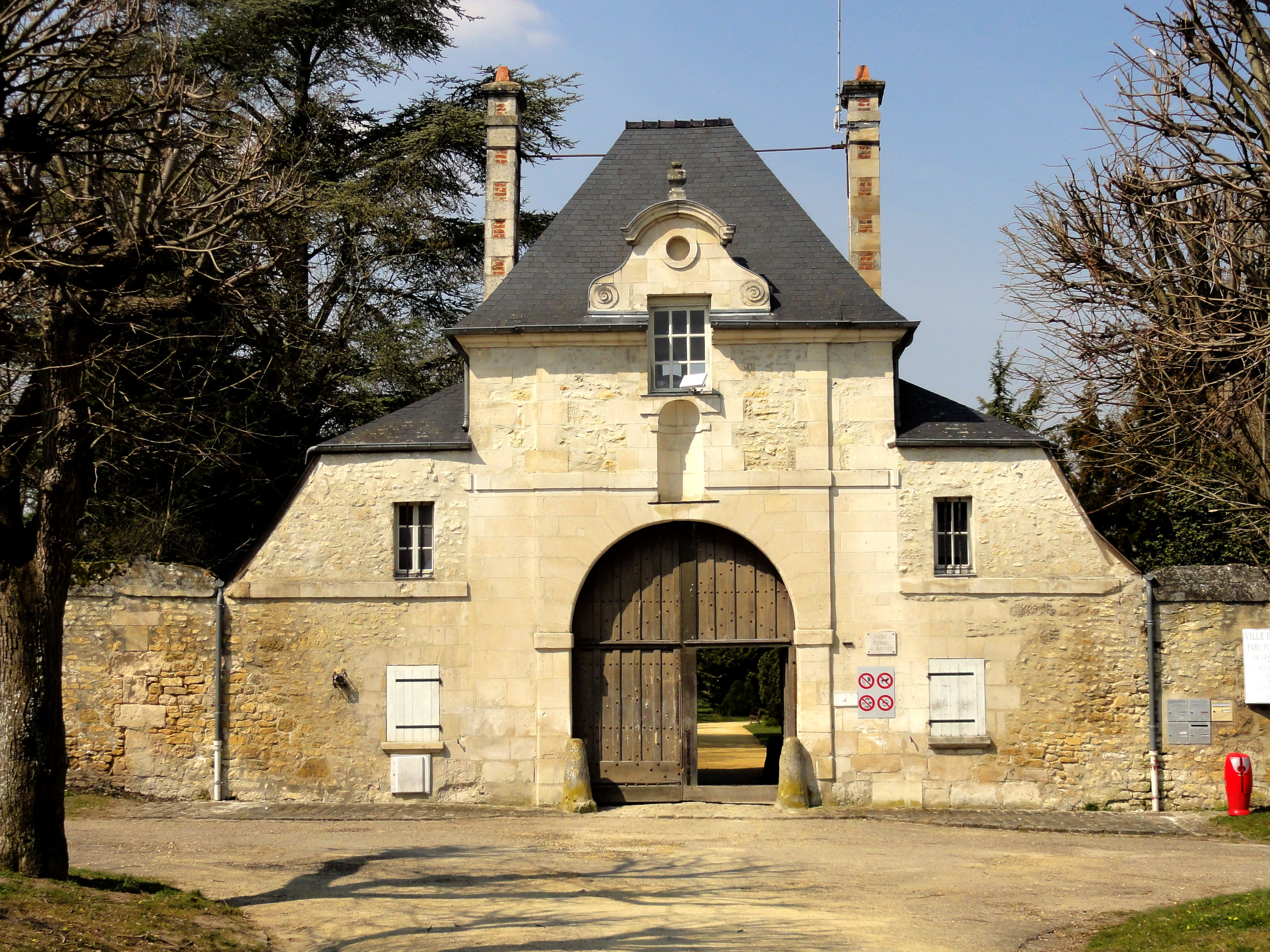
Torhaus der Abtei.
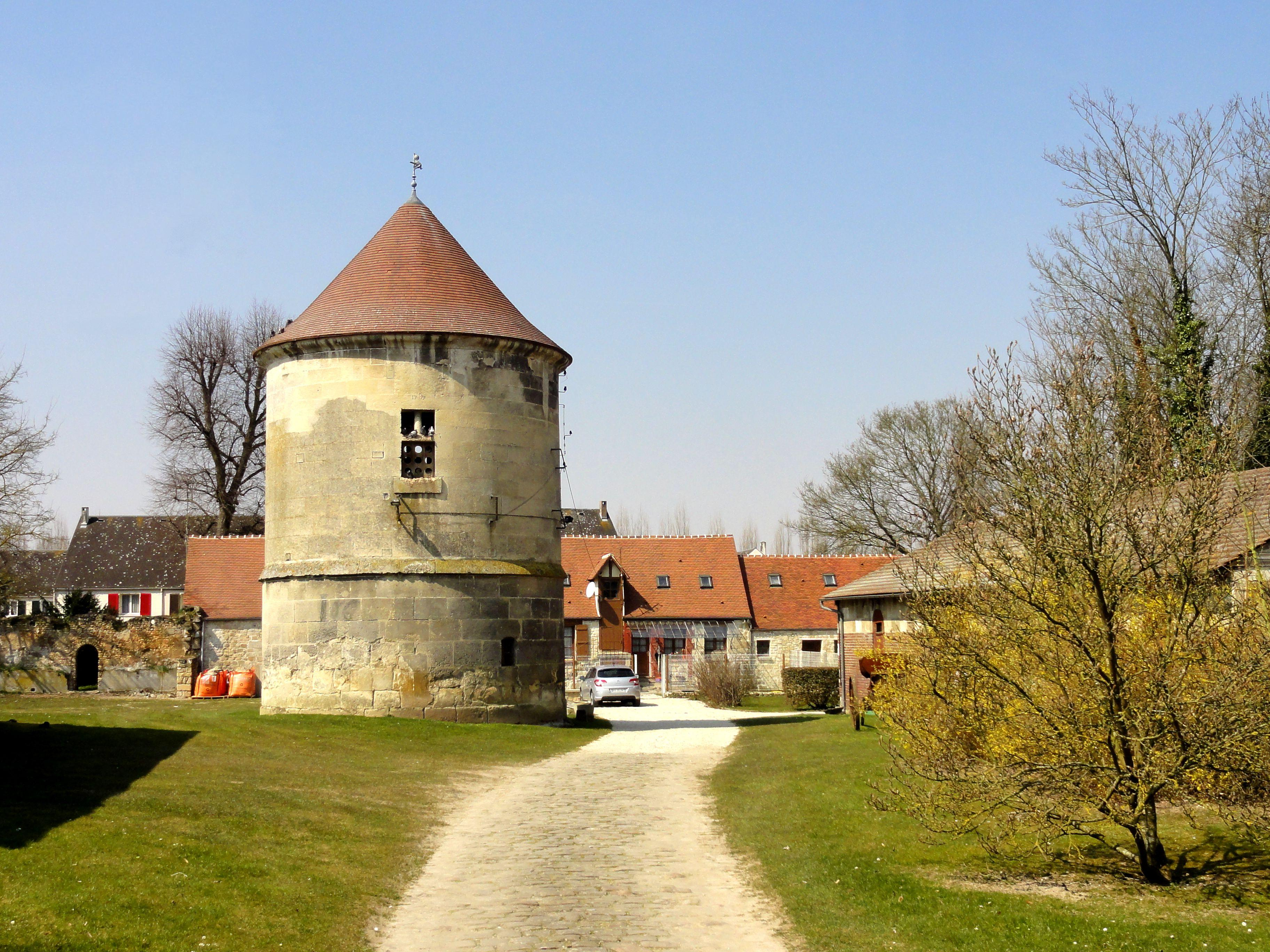
Ehemaliger Bauernhof der Abtei
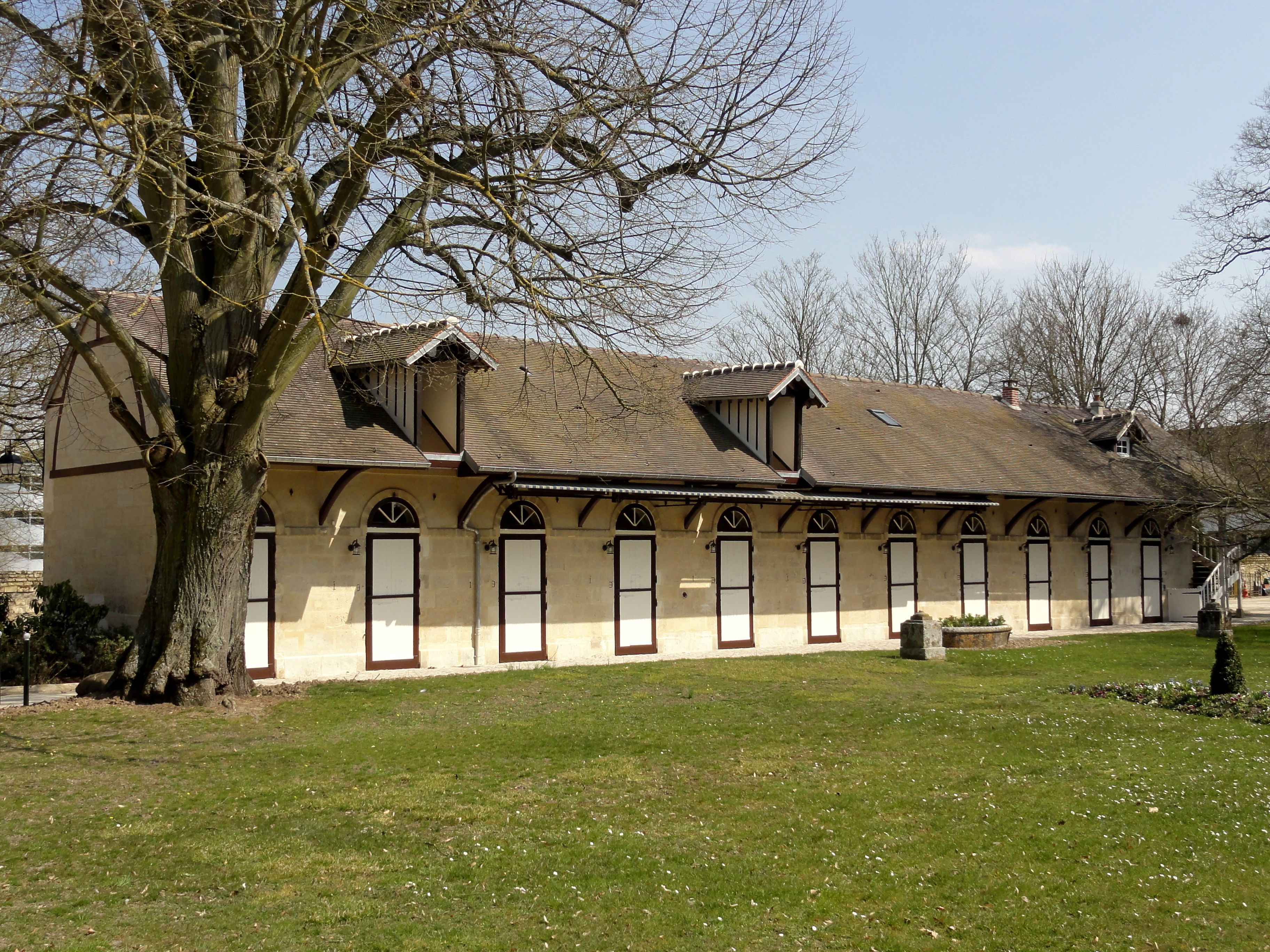
Ehemalige Stallungen (heute Château Bayser)
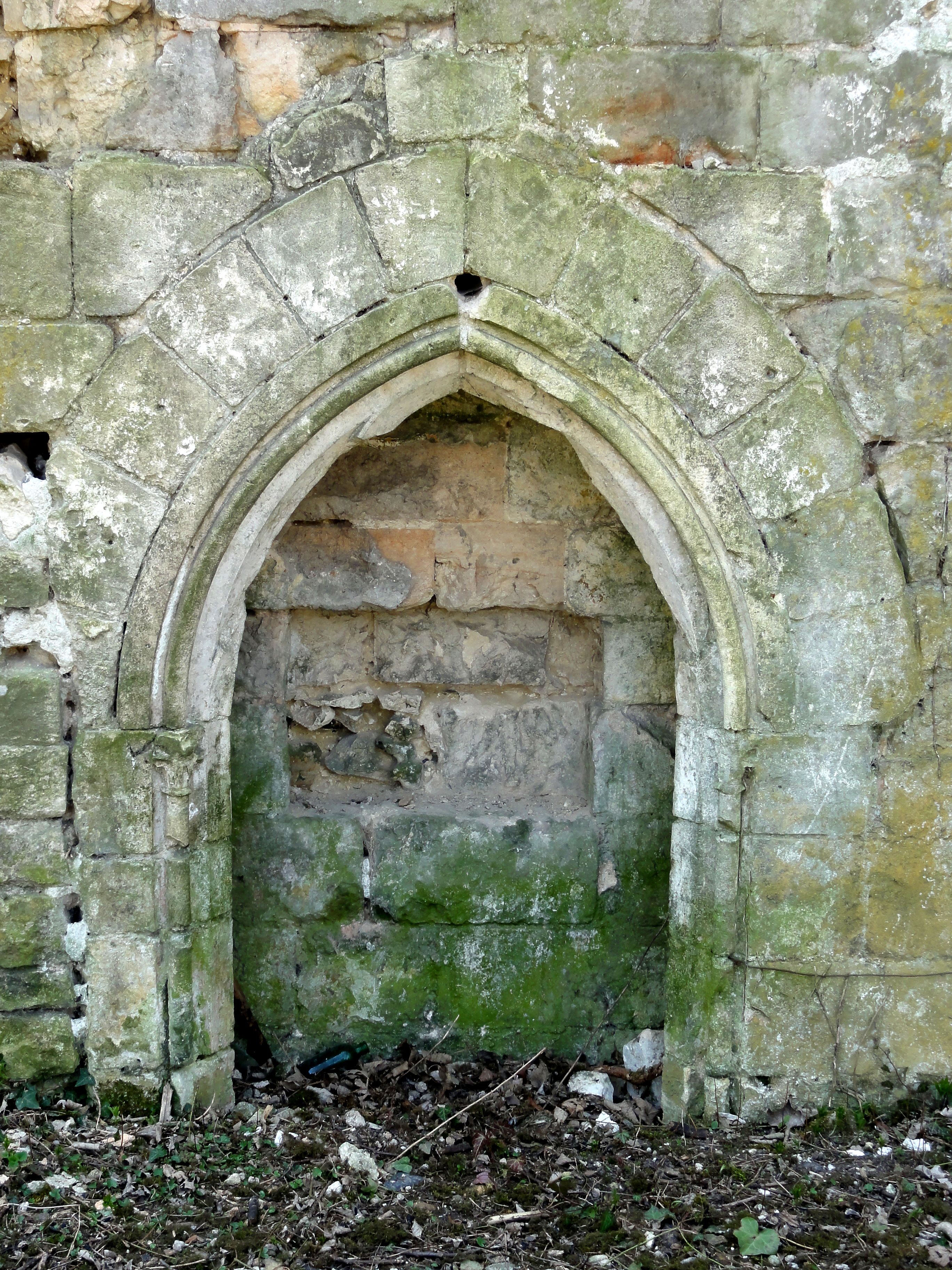
Reste eine Konventsgebäudes
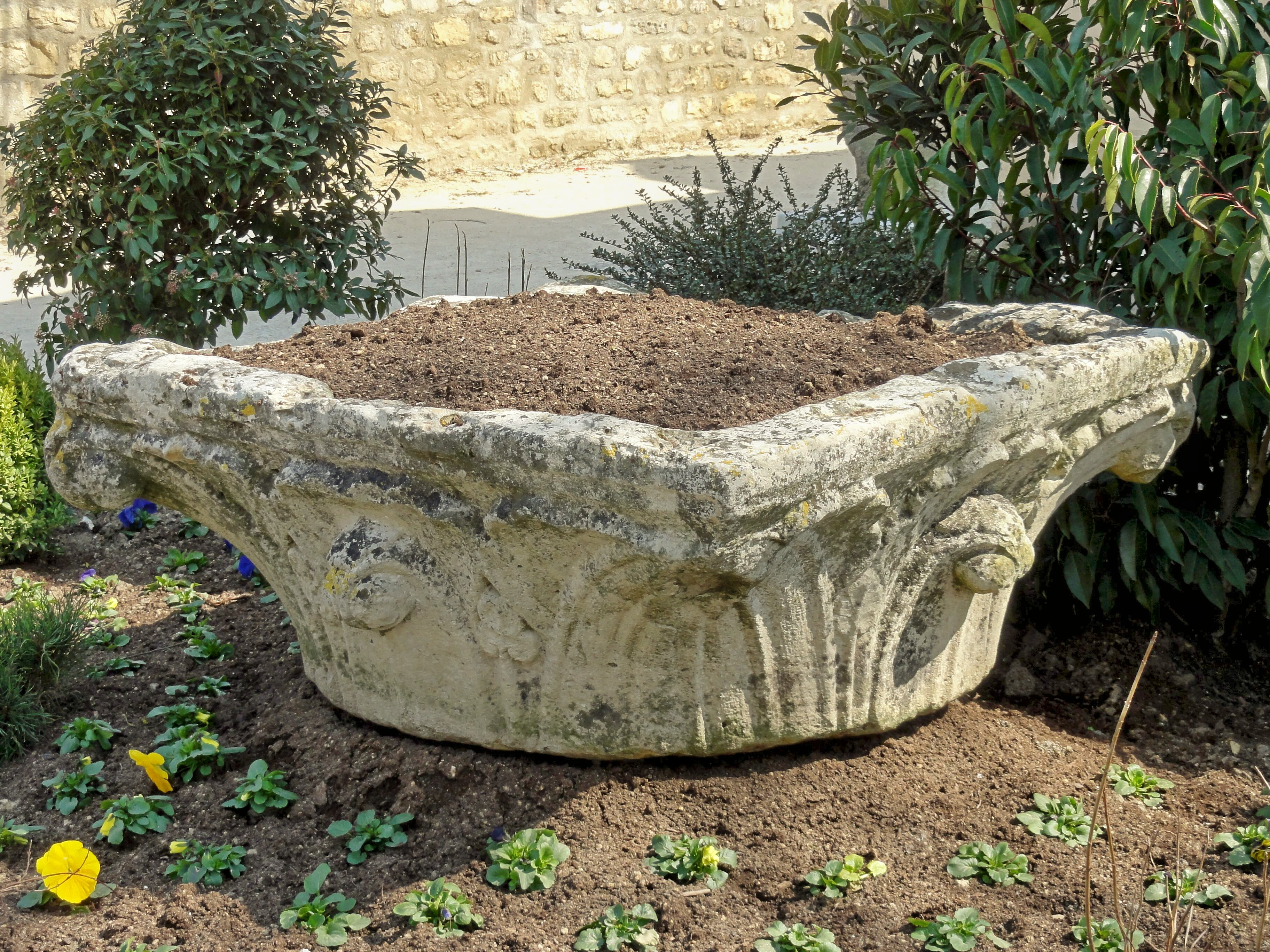
Kapitell
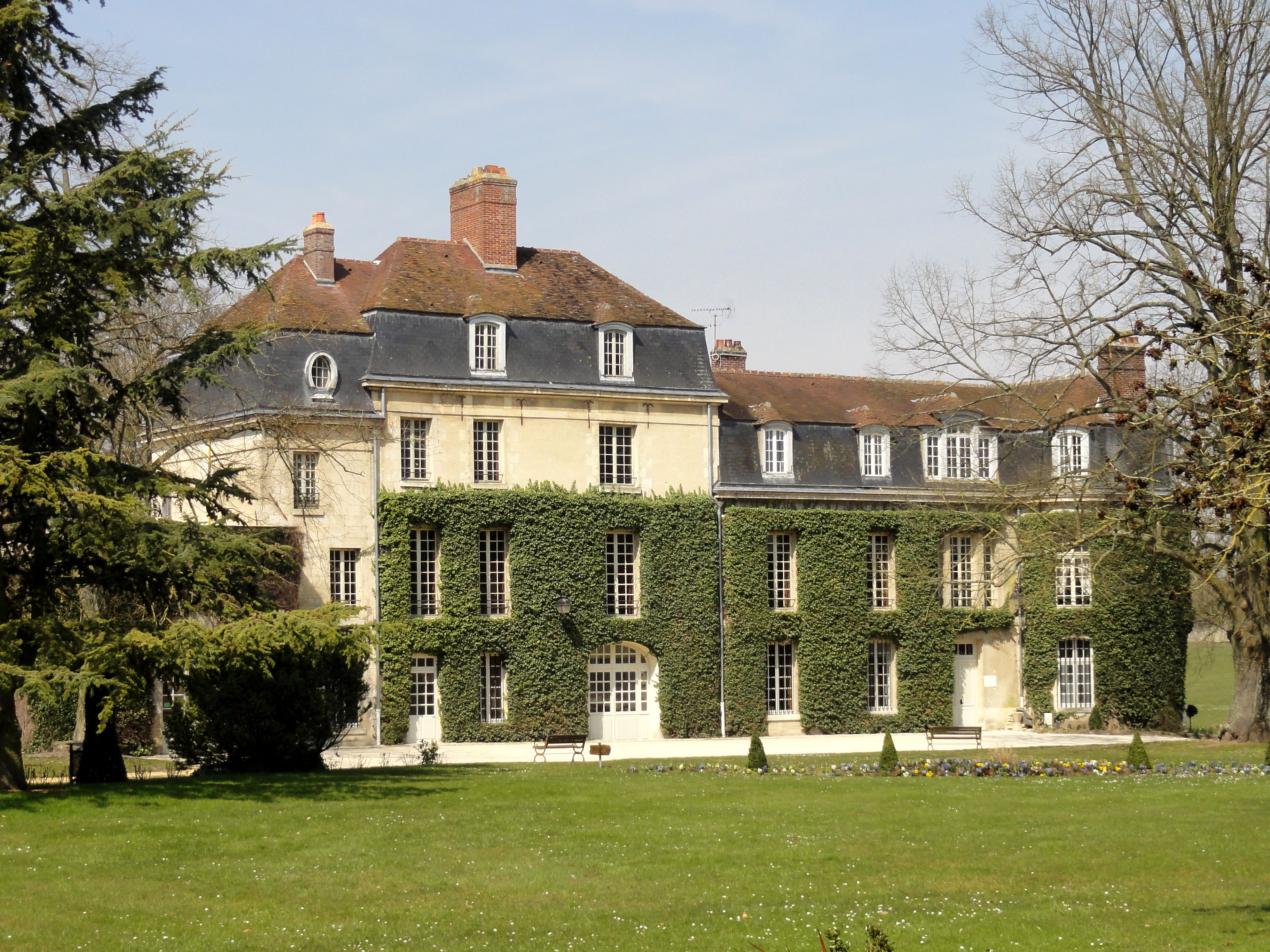
Château de Bayser
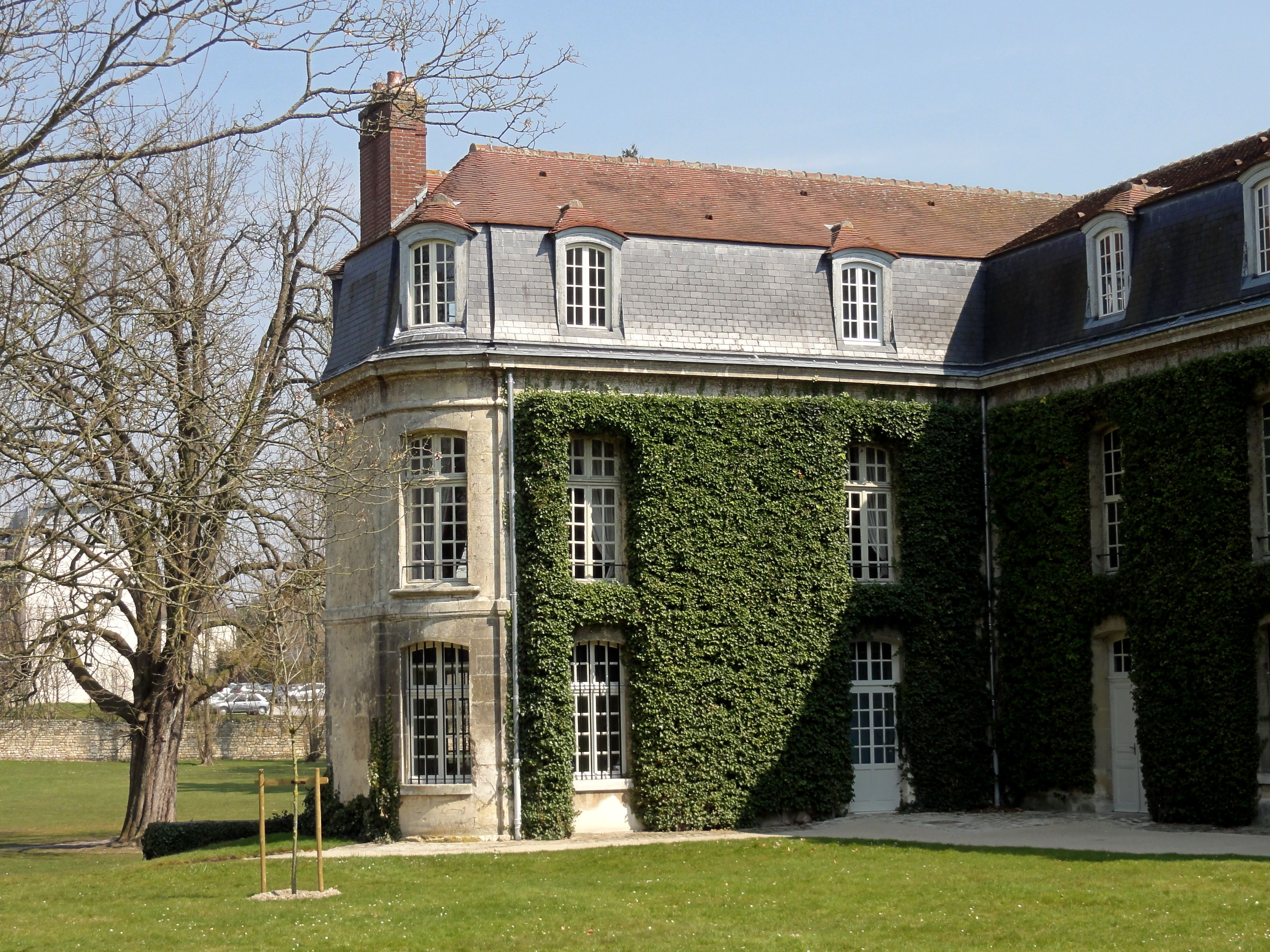
Château de Bayser